# Бочарников, Борис Михайлович
Борис Михайлович Бочарников (27 сентября 1919, Киев — 7 января 1950, Кольцово) — советский спортсмен, игравший в хоккей с мячом, хоккей с шайбой и футбол. Мастер спорта СССР (1947).

## Биография
Начал играть в хоккей с мячом и футбол в Москве в 19З5 году в клубной команде «Крылья Советов». В хоккей с мячом играл за московские «Динамо»-клуб (1939—1944) и «Динамо» (1945—1947).
В футбол играл за «Крылья Советов» Москва — в 1945 году провёл в чемпионате два матча. 20 сентября в гостевом матче с «Динамо» Минск (0:3) на 83-й минуте забил мяч в свои ворота, через три дня отыграл домашний матч против «Динамо» Тбилиси. В 1946 году сыграл 8 матчей, забил два мяча за дубль «Динамо» Москва. В 1947 году сыграл 14 матчей в составе
«Динамо» Минск. В 1948 году — в составе ВВС, в 1949 — ВВС-2.
В хоккей с шайбой играл за московские «Динамо» (1946—1948) на позиции защитника и ВВС (1948—1950, с 1949 — играющий тренер).
Погиб 7 января 1950 года в авиакатастрофе под Свердловском в составе хоккейной команды ВВС. Похоронен на Кольцовском кладбище.

## Достижения
Хоккей с шайбой
- Чемпионат СССР

Чемпион: 1947
Серебряный призёр: 1949
Бронзовый призёр: 1948
Хоккей с мячом
- Обладатель Кубка СССР: 1947